# Thuis (Talpa)
Thuis was een Nederlands televisieprogramma op Talpa dat elke werkdag van 18:00 tot 19:00 uur werd uitgezonden. Het werd gepresenteerd door Angela Groothuizen, Winston Gerschtanowitz, Gordon, Froukje de Both en Victoria Koblenko. Het programma was gebaseerd op de Amerikaanse talkshow The View.
In dit televisieprogramma spraken de verschillende presentatoren met elkaar over lifestyle, eten, kunst en cultuur en shownieuws.
Thuis werd elke dag door ongeveer 100.000 mensen bekeken. Omdat dit te weinig werd geacht stopte Thuis er per 28 oktober 2005 mee.. Het programma trok soms meer dan 100.000 kijkers (dinsdag 5 oktober 2005 bijvoorbeeld 133.000), soms bleven ze daaronder steken (maandag 10 oktober 2005 71.000). In plaats van Thuis zond Talpa vanaf maandag 31 oktober de serie Commissaris Rex uit. Verder wisselde de zender de uitzendtijden van de programma's NSE en Samen om. De comedy Samen ging naar zeven uur 's avonds en het nieuwsprogramma NSE naar 20.10 uur, recht tegenover het journaal van acht uur.